# فلورا مبوغو شيلين
فلورا مبوغو شيلين (بالإنجليزية: Flora M'mbugu-Schelling)‏، هي مُخرجة ومُنتجة أفلام وثائقية تنزانية.

## أعمالها
- «كيميكاشا» (بالإنجليزية: Kumekucha)‏، 1987.
- «هاته اليدين» (بالإنجليزية: These Hands)‏، 1992.
- «شيدا وماتاتيزو» (بالإنجليزية: Shida and Matatizo)‏، 1993.

## روابط خارجية
فلورا مبوغو شيلين على موقع IMDb (الإنجليزية)
- فلورا مبوغو شيلين على موقع قاعدة بيانات الفيلم (الإنجليزية)